# 赭女星
赭女星（166 Rhodope），是由德国裔美国天文学家克里斯蒂安·亨利·弗里德里希·彼得斯于1876年8月15日在美国纽约州奥奈达克林顿村发现的主带小行星。它是导神星族的一员。
小行星166以希腊神话色雷斯的一位皇后洛多佩命名。